# Leszek Krzyszowski

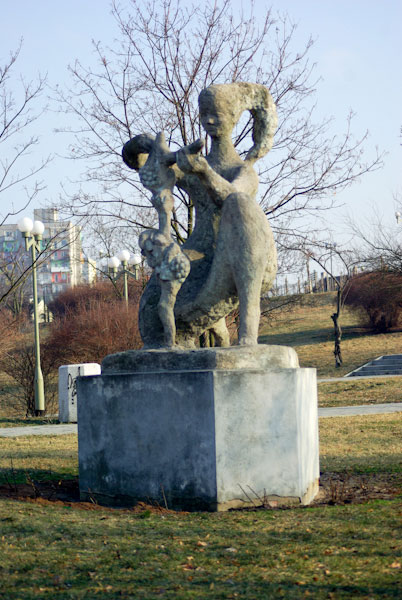
Winiarka

Leszek Krzyszowski (ur. 23 czerwca 1935 w Samborze, zm. 13 lutego 2012 w Zielonej Górze) – polski artysta i rzeźbiarz. Ukończył studia na Wydziale Rzeźby poznańskiej Państwowej Wyższej Szkoły Sztuk Plastycznych, pod kierunkiem prof. Bazylego Wojtowicza. Związany z Zieloną Górą od początku lat 60. XX wieku. Specjalizacją artysty były monumenty wojenne oraz duże założenia monumentalno-pomnikowe. Jego najbardziej znanym dziełem jest rzeźba Winiarki na zielonogórskim Wzgórzu Winnym. Innym, równie ważnym dziełem, jest popiersie rzemieślnika Kazimierza Lisowskiego na dziedzińcu Elżbietanek przy ul. Wojska Polskiego. Był również znanym i jednym z najlepszych artystów w dziedzinie medalierstwa.

## Twórczość i nagrody
Krzyszowski stworzył wiele rzeźb-pomników, które znajdują się m.in. w: Zielonej Górze, Gorzowie Wlkp., Nowej Soli, Wschowie, Opalenicy.
Najważniejsze osiągnięcia artystyczne uzyskał w dziedzinie medalierstwa. W Europie i na świecie Krzyszowski znany był głównie dzięki medalom, których wykonał ok. 200. W zbiorach Gabinetu Numizmatycznego Muzeum Ziemi Lubuskiej znajduje się ponad 100 medali tego artysty. Oprócz tego, w zielonogórskim muzeum w Galerii Autorskiej podziwiać można było prezentowane w niej prace o najmniejszych formach rzeźbiarskich w różnorodnej tematyce: medale poświęcone wybitnym osobistościom, artystom, naukowcom, upamiętniające ważne wydarzenia historyczne, związane z regionem, jubileusze, imprezy kulturalne.
Twórczość Krzyszowskiego charakteryzuje wysoki poziom artystyczny, czego dowodem były liczne nagrody i wyróżnienia, które otrzymał w konkursach międzynarodowych i krajowych.

### Nagrody
- Złoty Medal na I Międzynarodowym Biennale Medalu Artystycznego poświęconego Dantemu w Ravennie,
- Nagroda w konkursie na medal artystyczny miasta Paryża.

### Winiarka
Rzeźba Winiarka jest jednym z najbardziej znanych dzieł rzeźbiarza. Stanęła w połowie lat 60 na Wzgórzu Winnym nieopodal Palmiarni. Była pierwszą plenerową rzeźbą w mieście po wojnie.
Winiarka Krzyszowskiego jest w stylu modernistycznym, w nurcie wyznaczonym przez Henry'ego Moore'a, jednego z najważniejszych rzeźbiarzy awangardowych XX w. Krzyszowski niczym sławny Brytyjczyk zastosował nowoczesną prostotę, dużo prześwitów, ulotności, grę detalem.
Żelbetonowa figura, autorstwa Leszka Krzyszowskiego, utrzymana jest w nowoczesnej (oczywiście z perspektywy lat 60.), modernistycznej stylistyce; w niczym nie przypomina rzeźb socrealistycznych, nawiązuje raczej do nowej figuracji. Postać kobiety pielęgnującej winorośle łączy w sobie nieortodoksyjny realizm i abstrakcję. Jest to także pierwsza polska rzeźba odnosząca się do winiarskich tradycji Zielonej Góry.